# 巴特曼 (澳大利亞國會選區)
巴特曼選區（英語：Division of Batman），是澳大利亞維多利亞州的下議院選區，位於該州首府墨爾本以北。面積53平方公里。
選區始於1906年。名字是紀念與伍伦杰里族原住民簽訂租賃菲臘灣條約的約翰·巴特曼。本區自1910年以來是工黨的安全選區。1996年以來當區議員是馬丁·弗格森。

## 另見
- 澳大利亞聯邦下議院選舉分區